# 葉鯛科
葉鯛科為輻鰭魚綱鱸形目的其中一個科。

## 分布
本科魚類分布於印度西太平洋區，包括日本、台灣、澳洲、新幾內亞、南海、越南等海域。

## 深度
水深20至70公尺。

## 特徵
本科魚類體呈卵圓形，側扁。體被粗櫛鱗，不易脫落。頭上除吻端及上下唇外均被小鱗；側線完全，近於直走。頭大；口傾斜；下頷稍突出，上頷有副骨。眼大，眶間區狹。兩頷有細齒帶，鋤骨及顎骨有絨毛狀齒，有擬鰓。背鰭硬棘部與軟條部連續。體長可達40公分以上。

## 生態
本科魚類主要棲息較深的珊瑚礁區或岩石區中，幼魚棲息於較淺處，成魚棲息水位較深。體型小，以蝦、蟹或小魚為食。

## 分類
葉鯛科其下僅有一屬：
- 葉鯛屬（Glaucosoma）
  - 葉鯛（Glaucosoma buergeri）：又稱灰葉鯛。
  - 青葉鯛（Glaucosoma hebraicum）
  - 絲鰭葉鯛（Glaucosoma magnificum）
  - 肩葉鯛（Glaucosoma scapulare）

## 經濟利用
食用魚，肉質細密味好，適宜紅燒、油炸、火烤等烹調方式食用。